# 吉川啓一
吉川 啓一（よしかわ けいいち）は、日本の元アマチュア野球選手（捕手） ・指導者

## 経歴・人物
鎮西高校で1985年夏の県大会3回戦で熊本西高校に敗退し、甲子園への出場を果たすことができなかった。
同年のドラフト会議で近鉄バファローズから6位指名を受けたが、入団を拒否し、高校卒業後は協和発酵に入社した。
社会人では一塁手として、都市対抗野球に出場。2000年のJABA徳山大会では、自身はあまり活躍しなかったが、チームは初優勝にを果たした。その翌年からはコーチも兼任したが、チームは2002年のシーズンをもって、解散した。
2025年から秀岳館高校の監督に就任